# Peter Lund Buhr
Peter Lund Buhr (født 1989) er en dansk fodboldspiller i fodboldklubbben Viborg FF.
Han har i juli og august 2006 været med på bænken hos Viborgs superligahold.